# Больдоцки, Габор
Га́бор Больдо́цки (венг. Gábor Boldoczki; род. 1976, Сегед) ― венгерский трубач, лауреат международных конкурсов и обладатель престижных наград.

## Биография
Габор Больдоцки родился в венгерском городе Сегеде и вырос в Кишкёрёше. Он начал заниматься на трубе в возрасте 9 лет. Больдоцки проходил обучение в Будапеште: вначале в консерватории имени Лео Вайнера, затем в консерватории Ференца Листа. После окончания консерватории некоторое время стажировался у профессора Райнхольда Фридриха в Карлсруэ.
В возрасте четырнадцати лет Габор Больдоцки стал лауреатом первой премии венгерского национального конкурса трубачей в Залаэгерсег. Затем последовали победы на конкурсе ARD в Мюнхене в 1997 году, вторая премия музыкального фестиваля «Пражская весна» (первая премия в том году не была присуждена) и гран-при третьего международного конкурса Мориса Андре в Париже. В 1999 году ему была присвоена премия Davidoff за техническое совершенство и художественную виртуозность, в 2002 году — Приз Молодому исполнителю года. В 2008 году Немецкая Академии звукозаписи назвала Габора Больдоцки лучшим инструменталистом года.
В настоящее время Больдоцки выступает как солист в сопровождении ведущих симфонических и камерных оркестров Европы. Он записал ряд сольных компакт-дисков. Несмотря на то что его репертуар включает в себя музыку разных стилей и эпох, для записей Габор Больдоцки неизменно выбирает музыку композиторов эпохи барокко и классицизма.

## Дискография
- Glanz der Trompete (2002)
- Gábor plays Haydn, Mozart, Hummel (2004)
- Italian Concertos (2006)
- Händel, Telemann (2007)
- Gloria (2008)
- Bach (2010)